# Kylor Kelley
Kylor Kelley (Logan, Utah, 26 de agosto de 1997) es un jugador de baloncesto estadounidense que pertenece a la plantilla del Pallacanestro Trieste de la Lega Basket Serie A italiana. Con 2,13 metros de estatura, juega en la posición de pívot.

## Trayectoria deportiva

### Universidad
Es un pívot formado en el Gervais High School de Gervais (Oregón), antes de ingresar en 2015 en el Northwest Christian University donde jugó durante dos temporadas. En 2017, ingresa en el Lane Community College en el que juega durante la temporada 2017–2018.
En 2018, cambia de universidad e ingresa en la Universidad Estatal de Oregón, situada en la ciudad de Corvallis, Oregón, donde juega durante dos temporadas la NCAA con los Oregon State Beavers, desde 2018 a 2020. 

### Profesional
Tras no ser drafteado en 2020, el 11 de diciembre de 2020, Kelley había firma con los San Antonio Spurs y posteriormente fue incluido en el equipo de los Austin Spurs de la NBA G League.
El 21 de julio de 2021, Kelley firmó con los London Lions de la BBL.
En la temporada 2022-23, firma por los Bakken Bears de la Basket Ligaen danesa.
El 14 de agosto de 2024 firmó con Los Angeles Lakers de la NBA, pero fue despedido el 18 de octubre. El 26 de octubre de 2024 se reincorporó a los South Bay Lakers.
El 26 de enero de 2025 firmó un contrato dual con los Dallas Mavericks. Hizo su debut en la NBA al día siguiente contra los Washington Wizards, anotando 1 punto y capturando 4 rebotes en una victoria por 130-108. Fue despedido el 2 de marzo de 2025. El 3 de abril firmó contrato de diez días con los New Orleans Pelicans.
El 7 de mayo de 2025 firmó con el Pallacanestro Trieste de la Lega Basket Serie A italiana.

## Estadísticas de su carrera en la NBA

### Temporada regular
| Año     | Equipo      | PJ | PT | MPP  | %TC  | %3P | %TL  | RPP | APP | ROB | TPP | PPP |
| ------- | ----------- | -- | -- | ---- | ---- | --- | ---- | --- | --- | --- | --- | --- |
| 2024-25 | Dallas      | 8  | 1  | 8.3  | .769 | —   | .667 | 2.6 | .3  | .0  | .3  | 3.0 |
| 2024-25 | New Orleans | 3  | 1  | 19.7 | .444 | —   | .500 | 6.0 | 1.0 | .3  | .3  | 3.3 |
| Total   | Total       | 11 | 2  | 11.4 | .636 | —   | .600 | 3.5 | .5  | .1  | .3  | 3.1 |